# Braunschweigische Landessparkasse
Die Braunschweigische Landessparkasse ist eine teilrechtsfähige Anstalt der Norddeutschen Landesbank Girozentrale (NORD/LB) mit Hauptsitz in Braunschweig in Niedersachsen. Ihr Geschäftsgebiet umfasst einen Teil des ehemaligen Herzogtums Braunschweig bzw. des Braunschweiger Landes mit der Stadt Braunschweig, Teilen der Städte Wolfsburg und Salzgitter, dem Landkreis Helmstedt und Teilen der Landkreise Wolfenbüttel, Peine, Goslar, Northeim, Holzminden und Göttingen.

## Organisationsstruktur
Rechtsgrundlagen sind der Staatsvertrag vom 22. August 2007 zwischen den Ländern Niedersachsen und Sachsen-Anhalt über die Norddeutsche Landesbank Girozentrale und das durch die Trägerversammlung der NORD/LB erlassene Statut vom 12. Dezember 2007. Gremien der Landessparkasse sind der Vorstand, der Verwaltungsrat, der Kreditausschuss sowie der Förderausschuss.

## Geschäftsausrichtung und Geschäftserfolg
Die Braunschweigische Landessparkasse betreibt als Sparkasse das Universalbankgeschäft. Sie ist Marktführer in ihrem Geschäftsgebiet. Im Verbundgeschäft arbeitet die Braunschweigische Landessparkasse mit der LBS Nord, der DekaBank und der Öffentlichen Versicherung Braunschweig zusammen.

## Geschichte
Zum 1. Januar 2008 ist die Braunschweigische Landessparkasse als „AIDA“ („Anstalt in der Anstalt“) der NORD/LB gegründet worden. Das bedeutet, dass die Braunschweigische Landessparkasse nach außen hin selbständig auftritt; nach innen ist sie als sogenannte teilrechtsfähige Gesellschaft weiterhin ein Teil der NORD/LB.